# Фъревци
Фъ̀ревци е село в Северна България. То се намира в община Трявна, област Габрово.

## География
Село Фъревци се намира в планински район.